# Mínim de Spörer
El mínim de Spörer és un període de baixa activitat solar què va durar des del 1420 al 1570 (alguns diuen que del 1450 al 1550). Va ocórrer abans del descobriment de les taques solars i es va descobrir pel canvi en la proporció de carboni 13 en els anells dels arbres que guarda una forta correlació amb l'activitat solar. Rep el seu nom de l'astrònom alemany Gustav Spörer.
Com el mínim de Maunder, el mínim de Spörer va coincidir a la Terra amb un clima més fred que la mitjana. El mecanisme pel qual l'activitat solar produïx el canvi climàtic no es coneix encara.
Per als detalls en l'activitat solar veure: variació solar.